# Lars Pettersson (företagsledare född 1961)
Lars Lennart Andreas Pettersson, född den 6 november 1961 i Nordmaling i Ångermanland, är en svensk företagsledare.
Pettersson tog 1986 en ekonomie kandidatexamen vid Umeå universitet. Åren 1986–1991 var han finanschef på finansbolaget Creative Communications som han var med och grundade. År 1991 grundade och ledde Pettersson ett it-bolag fram till 1997 då bolaget förvärvades av ett annat it-bolag, Martinsson. Pettersson blev då först vice vd och sedan vd på Martinsson fram till 2005 då Martinsson förvärvas av Atea. Petterson blev då Sverige-vd och ställföreträdande CEO på Atea. År 2012 utnämndes Pettersson till CEO för Bisnode men fick 2015 lämna posten med omedelbar verkan.
Han rankades 2012 som sexa på en topplista över Sveriges bäst betalda inom it och telekom.